# Karl von Scherzer

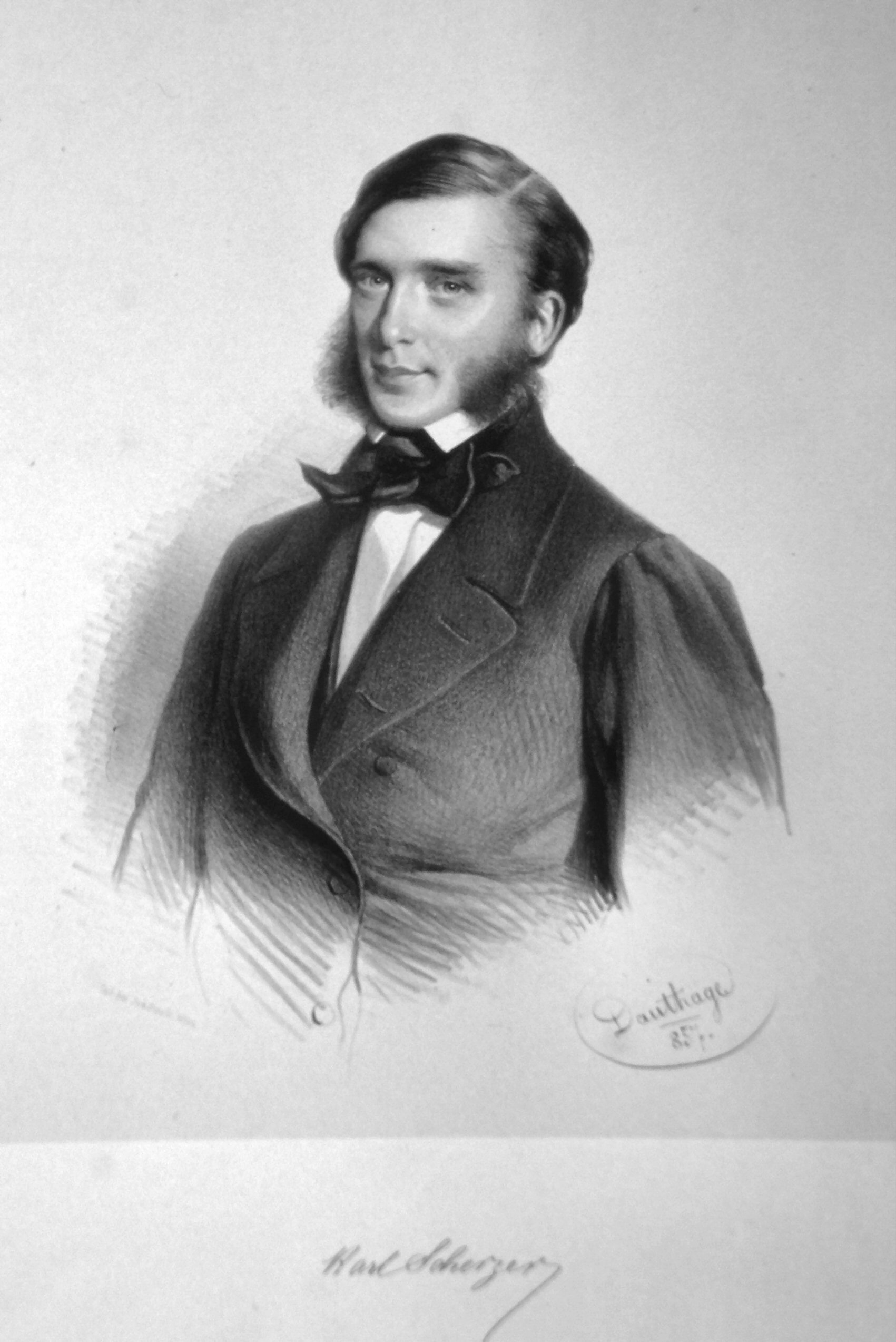
Karl von Scherzer, 1857

Karl von Scherzer, född 1 maj 1821 i Wien, död 19 februari 1903 i Görz, var en österrikisk forskningsresande och geografisk-statistisk skriftställare.
Scherzer var från 1872 österrikisk generalkonsul efter vartannat i Smyrna, London, Leipzig och (1884-97) i Genua. Han deltog 1857-59 i Novaraexpeditionen och medföljde 1869 den österrikiska expeditionen till östra Asien och Amerika.
Förutom viktiga bidrag till skildringen av Novaraexpeditionen (tre delar, 1861-62; femte upplagan i två band, 1877) utgav han bland annat beskrivningar över resor i Amerika (tillsammans med Moritz Wagner), en skildring av Smyrna (1873), Die deutsche Arbeit in fremden Erdtheilen (1880) och Das wirthschaftliche Leben der Völker (1885).